# Epicosymbia dentisignata
Epicosymbia dentisignata is een vlinder uit de familie spanners (Geometridae). De wetenschappelijke naam van deze soort is voor het eerst geldig gepubliceerd in 1863 door Walker.
De soort komt voor in tropisch Afrika.